# People Are People
 People Are People  — збірник британської групи Depeche Mode, що вийшов 2 липня 1984, для того щоб закріпити радіомовний успіх пісні «People Are People», яка вийшла як сингл у березні 1984 року.

## Про альбом
До збірки входить дев'ять пісень, шість з яких вже були присутні на студійних альбомах Depeche Mode, а три пісні стали новими для США - сингли «People Are People» і «Get The Balance Right!», а також бі-сайди «Now, This Is Fun» і «Work Hard» з синглів «See You» і «Everything Counts» відповідно. Композиція «Love in Itself», також присутня на збірнику, дещо відрізняється від версії представленої на альбомі Construction Time Again.
Збірник вийшов на грамплатівках і CD. На обкладинках перших екземплярів People Are People не було назви альбому і групи. Пізніше цю помилку виправили.

## Трек-лист
1. People Are People – 3:45
2. Now This Is Fun – 3:23
3. Love in Itself – 4:21
4. Work Hard – 4:22
5. Told You So – 4:27
6. Get the Balance Right! – 3:13
7. Leave in Silence – 4:00
8. Pipeline – 6:10
9. Everything Counts – 7:20